# Rochusgasse (metropolitana di Vienna)
Rochusgasse è una stazione della linea U3 della metropolitana di Vienna situata nel 3º distretto entrata in servizio il 6 aprile 1991. Si trova sotto Hainburger Straße tra Salmgasse e Hintzerstraße, in posizione parallela rispetto a Landstraßer Hauptstraße. 

## Descrizione
La stazione si sviluppa in sotterranea su due livelli e ai treni si accede tramite una piattaforma a isola centrale. 
Lungo le piattaforme sono collocati reperti di epoca romana risalenti all'antica città di Vindobona: una pigna in pietra (ritrovata nel 1896), tre architravi e due capitelli rinvenuti durante i lavori di realizzazione della stazione. Tutti i reperti facevano parte di un'unica struttura, probabilmente una tomba o un tempietto.

## Ingressi
- Rochusmarkt
- Hainburger Straße
- Landstraßer Hauptstraße